# Cliviger
Cliviger is een civil parish in het bestuurlijke gebied Burnley, in het Engelse graafschap Lancashire met 2238 inwoners.